# Backxwash

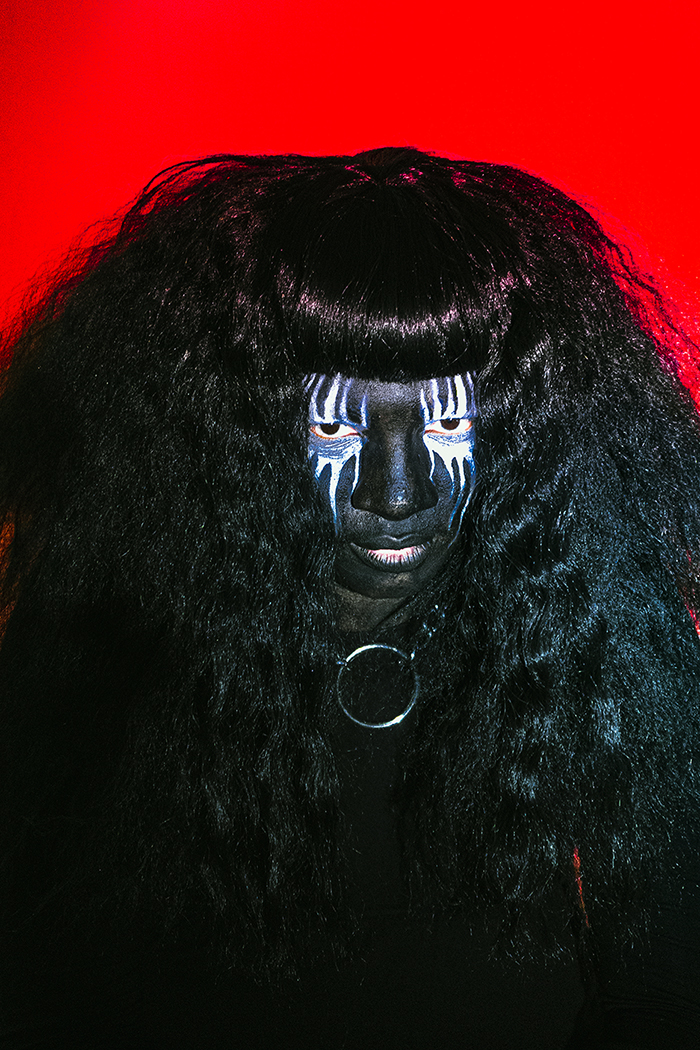
Backxwash (2021)

Backxwash (* 4. Oktober 1991 in Lusaka, Sambia als Ashanti Mutinta) ist eine sambisch-kanadische Rapperin und Produzentin aus Montreal, Quebec. Bekannt wurde sie für ihr 2020 erschienenes Album God Has Nothing to Do with This Leave Him Out of It, das mit dem Polaris Musikpreis 2020 ausgezeichnet wurde.

## Biografie
Geboren und aufgewachsen in Lusaka, Sambia, begann Mutinta zu rappen und Musik in FL Studio zu produzieren, bevor sie im Alter von 17 Jahren nach British Columbia zog, um dort Informatik zu studieren.
Nach ihrem Abschluss zog sie nach Montreal, wo sie anfing, bei Musikabenden aufzutreten und 2018 ihr erstes Extended Play F.R.E.A.K.S. veröffentlichte. Noch im selben Jahr folgte die EP Black Sailor Moon. Etwa zur gleichen Zeit outete sie sich als Transgender. Ihr erstes Album Deviancy erschien 2019 bei Grimalkin Records.
God Has Nothing to Do with This Leave Him Out of It wurde im Mai 2020 veröffentlicht. Das Album enthielt jedoch zahlreiche nicht freigegebene Samples, die dazu führten, dass es aus den Online-Musikgeschäften und Streaming-Diensten entfernt wurde, so dass es nur noch als kostenloser Download auf der Bandcamp-Seite von Backxwash zur Verfügung stand.
Ihr drittes Album, I Lie Here Buried With My Rings And My Dresses, wurde am 20. Juni 2021 veröffentlicht und erhielt allgemein positive Kritiken. Das Album wurde auf die Longlist für den Polaris Musikpeis 2022 gesetzt. Backxwashs Songs Don't Come to the Woods und Devil in a Moshpit erschienen in Staffel 1, Episode 2 der Showtime-Serie Work in Progress.
Anfang 2022 kündigte sie ihr viertes Album namens His Happiness Shall Come First Even Though We Are Suffering an, welches am 31. Oktober 2022 veröffentlicht wird. Im Sommer 2022 besuchte sie eine Reihe von Festivals, so spielte sie auf dem Sled Island in Calgary, auf dem Up Here in Sudbury und dem Wavelength Summer Thing in Toronto.

## Musikstil
Ihr Musikstil vermischt Hip-Hop mit Heavy Metal und Post-Rock, einschließlich Black-Sabbath-Samples und Instrumentaleinlagen, die von Godspeed You! Black Emperor inspiriert wurden. Ihre Arbeit ist in den Genres Horrorcore, Hip-Hop und Industrial Metal angesiedelt und umfasst eine Vielzahl von Themen rund um die Überschneidung von Glaube, Identität und Queerness.

## Diskografie
Studioalben
- Deviancy (2019)
- God Has Nothing to Do with This Leave Him Out of It (2020)
- I Lie Here Buried With My Rings And My Dresses (2021)
- His Happiness Shall Come First Even Though We Are Suffering (2022)
- Only Dust Remains (2025)

EPs
- F.R.E.A.K.S (2018)
- Black Sailor Moon (2018)
- Stigmata (2020)